# Showdown at Area 51
Pour plus de détails, voir Fiche technique et Distribution.
Showdown at Area 51 (littéralement « Épreuve de force à la zone n°51 ») est un téléfilm de science-fiction américain réalisé par C. Roma, produit par Kenneth M. Badish et écrit par Brook Durham, Ari Graham et Kevin Moore, et diffusé le 15 décembre 2007 sur Sci-Fi Channel.
Le film met en vedette Jason London, Christa Campbell et Gigi Edgley et a été tourné en langue anglaise au Missouri (États-Unis).

## Synopsis
Les aliens de la planète Oméga récupèrent les gaz carbonique et les déchets nucléaire des autres planètes sans négocier : par meurtre. Un obélisque, germe d’oméga, a été installé dans un ranch à Roswell sur la zone n°51 (New Mexique, USA). L’obélisque possède deux ports : un détonateur et un désactivateur. L'obélisque surveille le taux de gaz et déchet, et quand le rendement est atteint, un centurion aliène d'oméga sera envoyé faire sauter l'obélisque avec un bâton à six pierres pour dégager un gaz toxique qui tuera tous les humains sur terre.
En 1947, un vaisseau spatial aliène amène le bâton à six pierres sur Roswell, mais il s'écrase. Diamond Joe Carson garde une des pierres et l’armée entrepose le bâton dans un entrepôt surveillé.
En 2007, la terre est devenue prête à terme. Kronnan un centurion aliène d'oméga est envoyé faire sauter l'obélisque avec le bâton à six pierres. Mais un membre d'une autre race d'aliène, Jude a localisé le bâton et va sur terre désactiver l'obélisque avant que Kronnan ne l'active. Kronnan tue la femme de Jude. Jude prend un vaisseau spatial et va sur la Terre. Le vaisseau spatial de Kronnan le poursuit et lui tire dessus. Le vaisseau de Jude s'écrase à Mercury, Missouri, aux États-Unis. Jude trouve le bâton.
Jude trouve Jake qui accepte de l'aider.
Jake amène Jude chez Monica. Jude est soigné avec de l'ammoniac. Monica décrypte le bâton. Une pierre manque au bâton à six pierres. Elle est dans une casse automobile à Potosi. Les militaires entre chez Monica et arrêtent les trois amis.
Kronnan attaque le groupe, les trois amis prennent la fuite et se rendent à la casse automobile à Potosi, à 100 km au sud. Diamond Joe Carson est le patron de la casse est accepte de les aider. Kronnan attaque le groupe.
Joe dit qu'il a vendu la pierre alors qu'elle est accrochée à son cou. Jude tire sur Joe et récupère la pierre.
Joe prend Monica et la fait monter dans la voiture.
Kronnan dit à Jake que c'est Jude qui veut tuer les humains. Kronnan essaie d'attaquer Jake qui est sauvé par Jude.
Monica et Jake trouvent l'obélisque et arrêtent le germe en enfonçant le bâton à six pierres dans l'obélisque. Kronnan tue Jude qui déclenche une grenade. Jake tue Kronnan. Monica et Jake fuient avant que la grenade explose. La grenade détruit l’obélisque, et Manica et Jude rentre chez eux.

## Fiche technique
- Titre alternatif : Alien vs. Alien
- Titre original : Showdown at Area 51
- Réalisation : C. Roma
- Producteur : Kenneth M. Badish
- Cinématographie : Francisco Dominguez
- Scénario : Brook Durham, Ari Graham et Kevin Moore
- Musique : John Dickson
- Pays d'origine :  États-Unis
- Langue : anglais
- Durée : 96 minutes
- Dates de diffusion :
  -  États-Unis : 15 décembre 2007
  -  Pays-Bas (Alien vs. Alien) : 26 août 2008
  -  Hongrie (Leszámolás az 51-es körzetben) : 28 octobre 2008
  -  France : 1er juillet 2009
  -  Espagne : 15 juin 2009

## Distribution
- Jason London : Jake Townsend
- Gigi Edgley : Monica Gray, l’amie de Jake
- Christa Campbell : Charlie Weise
- Coby Bell : Jude, l’aliène ami
- Jahidi White : Kronnan, l’aliène ennemie
- Mel Fair : Tate
- Brock Roberts : Maj 12 OP 1
- Lee Horsley : Diamond Joe Carson, le patron de la casse
- Kip Martin : Alex Townsend
- Tom Lowell : Ranger #1
- Michelle Anselmo : Reporter TV
- Natalie Matias : Quintana, la femme de Jude
- Olivia Clift : La petite fille sur la balançoire
- Lorraine Clarkson : La conductrice femme
- Dan Gartner : Porch